# Hemigrammopetersius pulcher
Hemigrammopetersius pulcher is een straalvinnige vissensoort uit de familie van de Afrikaanse karperzalmen (Alestidae). De wetenschappelijke naam van de soort is voor het eerst geldig gepubliceerd in 1909 door Boulenger.